# Crash (film fra 2004)
 For alternative betydninger, se Crash. (Se også artikler, som begynder med Crash)
 Denne artikel bør gennemlæses af en person med fagkendskab for at sikre den faglige korrekthed.

Crash er en amerikansk film fra 2004, skrevet og instrueret af Paul Haggis. Filmen omhandler racemodsætningerne i dagens Los Angeles.

## Handling
Filmen følger flere personer og handlinger i løbet af en kort periode i Los Angeles:
- En hvid politimand forulemper en sort kvinde seksuelt under et rutinestop, men bliver nødt til at redde hendes liv dagen efter.
- Hans partner er chokeret over hans opførelse, men skyder og dræber senere en uskyldig mand pga. fordomme.
- To sorte kriminelle er sure over at sorte altid anses for at være gangstere.
- Et hvidt par bliver overfaldet i deres bil og kvinden bliver paranoid over om andre kan komme ind i deres hus, deriblandt den mexicanske låsesmed.
- Den mexicanske låsesmed har problemer med en iransk butiksejer som tror han er sort.
- Den iranske butiksejer har problemer med at alle tror han er arabisk, når alle burde vide at han er persisk.
- Den hvide politiledelse vil forfremme en sort politimand, selv om han er kriminel – for at gavne racekvoteringen.

## Produktion

### Indspilning
Filmen er Haggis' debut som instruktør, og han lavede filmen med et budget på $6,5 millioner. Med det, efter amerikanske forhold, meget begrænsede budget måtte Haggis være kreativ under optagelserne for at spare penge. Enkelte scener blev optaget i hans eget hus og flere af bilerne er enten hans egne eller nogen af de andre ansatte på filmens. Filmens skuespillere ønskede dog stadig at arbejde med Haggis, selvom de kunne få bedre betalte roller andre steder, og Sandra Bullock betalte f.eks. selv sine rejser til og fra optagelserne. 

## Medvirkende
- Brendan Fraser – Rick
- Sandra Bullock – Jean
- Chris "Ludacris" Bridges – Anthony
- Larenz Tate – Peter
- Don Cheadle – Graham
- William Fichtner – Flanagan
- Jennifer Esposito – Ria
- Matt Dillon – Betjent Ryan
- Terrence Howard – Cameron
- Thandie Newton – Christine
- Ryan Phillippe – Betjent Hanson
- Michael Peña – Daniel
- Shaun Toub – Farhad

## Modtagelse
Filmen fik gode anmeldelser da den kom ud, og publikum strømmede da også til. Dette gjorde at den indtjente over $50 millioner alene i USA. Men, ikke alle var lige begejstrede, og filmen har blev kritiseret for at give et todimenstionelt portræt af hovedpersonerne og for at vise at de racistiske fordomme, alle i filmen har, er sande.

## Priser og nomineringer
- Oscar nomineringer
  - Bedste instruktion – Paul Haggis
  - Bedste klipning – Hughes Winborne
  - Bedste film
  - Bedste skuespiller i en birolle – Matt Dillon
  - Bedste manuskript – Paul Haggis og Robert Moresco

- BAFTA Awards nomineringer
  - Bedste fotografering – James Muro
  - Bedste klipning – Hughes Winborne
  - Bedste film
  - Bedste skuespiller i en birolle – Don Cheadle
  - Bedste skuespiller i en birolle – Matt Dillon
  - Bedste skuespillerinde i en birolle – Thandie Newton
  - Bedste manuskript – Paul Haggis og Robert Moresco
  - Bedste lyd – Richard Van Dyke og Sandy Gendler
  - David Lean Award for instruktion

- Golden Globe nomineringer
  - Bedste filmskuespiller i en birolle – Matt Dillon
  - Bedste manuskript – Paul Haggis og Robert Moresco